# Утечино (Нижегородская область)
Уте́чино — деревня в Кстовском районе Нижегородской области, входит в состав Афонинского сельсовета.

## География
Деревня находится в километре к западу от магистрали (напротив д. Ржавка), которая далее поднимается в гору вплоть до въезда в Афонино. С северо-запада к Утечино примыкают деревни Новопокровское и Анкудиновка.

## Население
| 2002 | 2010 |
| ---- | ---- |
| 107  | ↗158 |

## Галерея
- Вид со стороны холма
- Коттеджи в деревне
- Одна из улиц
- То же
- Старинный дом
- Магазин
- Часовня

## Источник
1. ↑  Населённые пункты Кстовского района Архивировано 7 октября 2006 года.
2. 1 2  Всероссийская перепись населения 2010 года. Численность и размещение населения Нижегородской области